# Безводна
Безво́дна (рос. деревня Безводная) — присілок у складі Шабалінського району Кіровської області, Росія. Входить до складу Ленінського міського поселення.
Населення становить 1 особа (2010, 2 особи у 2002).
Національний склад станом на 2002 рік — росіяни 100 %.